# Terra (romanzo)
Terra è un romanzo di fantascienza del 1990 dello scrittore americano David Brin. Il libro è stato nominato per il Premio Hugo e Locus nel 1991.

## Trama
Nel futuro, tra cinquant'anni, un buco nero viene creato artificialmente ma sfugge ai creatori e si perde nell'interno della Terra, durante i tentativi di recuperarlo prima che distrugga il pianeta si scopre l'esistenza di un secondo buco nero, molto più grande, capace di inghiottire un intero pianeta in breve tempo. A questo punto, inizia una lotta tra scienza ufficiale e vari gruppi estremisti che credono che l'unica salvezza per il pianeta sia la distruzione dell'umanità.
La portata della storia si espande enormemente man mano che la trama si rivela gradualmente, mettendo in discussione il corso futuro e persino la sopravvivenza dell'umanità.

## Predizioni
L'autore ha ambientato questo romanzo a 50 anni nel futuro da quando lo ha scritto, usando il libro come un'opportunità per prevedere quali tecnologie verranno date per scontate nel prossimo futuro. Tre tecnologie che aveva previsto si sarebbero realizzate entro soli 8 anni dalla scrittura, tra cui l'ipertesto di Internet, lo spam e la proliferazione di dispositivi di registrazione video personali.

## Collegamenti
- David Brin's Official Web Site: My Other Science Fiction Novels